# Jelena Olegowna Serowa
Jelena Olegowna Serowa (russisch Елена Олеговна Серова; * 22. April 1976 in Wosdwischenka, nahe der Stadt Ussurijsk in der Region Primorje) ist eine ehemalige russische Kosmonautin.
Bei den Parlamentswahlen 2016 wurde Serowa als Abgeordnete in die Duma gewählt und verließ daraufhin das russische Kosmonautenkorps.

## Ausbildung
Serowa schloss im Jahr 2001 ihr Studium am Moskauer Staatlichen Luftfahrtinstitut als Testingenieurin ab. Im Jahr 2003 folgte dann ein Abschluss im Fach Wirtschaftswissenschaften an der Moskauer Universität für Instrumentenentwicklung und Informatik. Vor ihrer Aufnahme in das Kosmonautenprogramm arbeitete sie als Technikerin beim Raumfahrtkonzern Energija und im Mission Control Center in Koroljow bei Moskau.

## Raumfahrertätigkeit
Im Jahr 2006 wurde Serowa in die Kosmonauten-Trainingsgruppe RKKE-16 aufgenommen. Das Basistraining dauerte vom 26. Februar 2007 bis zum 2. Juni 2009, welches sie als Testkosmonautin mit dem Prädikat „gut“ abschloss. Im Jahr 2011 folgte dann die Nominierung für den Flug Sojus TMA-14M, bei dem sie als Bordingenieurin eingeteilt wurde. Auf der ISS war sie Mitglied der Stammmannschaft für die ISS-Expeditionen 41 und 42. Serowa ist die erste russische Kosmonautin, die zur ISS flog, und ist erst die vierte russische Frau, die einen Weltraumflug absolviert hat. Im Februar 2016 wurde ihr der Titel Held der Russischen Föderation verliehen.

## Privates
Jelena Serowa ist mit dem Kosmonauten Mark Serow verheiratet, der jedoch aus gesundheitlichen Gründen ohne Raumflug aus dem Kosmonautenkorps ausgeschieden ist. Die beiden haben eine Tochter, die im Jahr 2004 geboren wurde.